# Vîșnii Volociok
Vyshny Volochyok (ru. Вышний Волочёк) este un oraș din regiunea Tver, Federația Rusă, cu o populație de 56.405 locuitori.